# Annarita Sidoti
Annarita Sidoti, née le 25 juillet 1969 à Gioiosa Marea, morte le 21 mai 2015  dans la même commune, est une athlète italienne spécialiste de la marche. Elle est championne du monde en 1997 et participe plusieurs fois aux Jeux olympiques.

## Biographie
Annarita Sidoti est née à Gioiosa Marea, dans la province de Messine. De 1987 à 2002, elle fait partie 47 fois de l'équipe nationale italienne d'athlétisme,.
Championne d'Europe à 21 ans en 1990 à Split, médaille d'argent en 1994, elle redevient championne d'Europe huit ans après, en 1998 à Budapest, en réussissant entre-temps à devenir championne du monde en 1997 à Athènes. Elle remporte la Coupe d'Europe en 1996. Elle participe à trois reprises aux Jeux olympiques et six fois aux championnats du monde. Toujours entraînée par Salvatorino Coletta, elle était appréciée pour son agonisme au sein d'une équipe italienne. Sa dernière grande compétition la voit finaliste du 20 km marche lors des championnats d'Europe de 2002.
En 1998, Annarita Sidoti a tourné un film Le Complici (« Les Complices ») sous la direction d'Emanuela Piovano, jouant le rôle d'une jeune fille prostituée.
Elle meurt le 21 mai 2015, à 45 ans, après avoir combattu pendant plus de 5 ans un cancer du sein ayant métastasé au cerveau. 
Trois fils lui survivent.

## Palmarès

### Jeux olympiques
- Jeux olympiques de 1992 à Barcelone ( Espagne)
  - 7e sur 10 km marche
- Jeux olympiques de 1996 à Atlanta ( États-Unis)
  - 11e sur 10 km marche
- Jeux olympiques de 2000 à Sydney ( Australie)
  - abandon sur 20 km marche

### Championnats du monde d'athlétisme
- Championnats du monde d'athlétisme de 1991 à Tokyo ( Japon)
  - 9e sur 10 km marche
- Championnats du monde d'athlétisme de 1993 à Stuttgart ( Allemagne)
  - 9e sur 10 km marche
- Championnats du monde d'athlétisme de 1995 à Göteborg ( Suède)
  - 13e sur 10 km marche
- Championnats du monde d'athlétisme de 1997 à Athènes ( Grèce)
  -  Médaille d'or sur 10 km marche, en 42 min 55 s 49
- Championnats du monde d'athlétisme de 1999 à Séville ( Espagne)
  - abandon sur 20 km marche
- Championnats du monde d'athlétisme de 2001 à Edmonton ( Canada)
  - 8e sur 20 km marche

### Championnats du monde d'athlétisme en salle
- Championnats du monde d'athlétisme en salle de 1993 à Toronto ( Canada)
  - 6e sur 3 000 m marche

### Championnats d'Europe d'athlétisme
- Championnats d'Europe d'athlétisme de 1990 à Split ( Yougoslavie)
  -  Médaille d'or sur 10 km marche
- Championnats d'Europe d'athlétisme de 1994 à Helsinki ( Finlande)
  -  Médaille d'argent sur 10 km marche
- Championnats d'Europe d'athlétisme de 1998 à Budapest ( Hongrie)
  -  Médaille d'or sur 10 km marche
- Championnats d'Europe d'athlétisme de 2002 à Munich ( Allemagne)
  - 8e sur 20 km marche

### Championnats d'Europe d'athlétisme en salle
- Championnats d'Europe d'athlétisme en salle de 1990 à Glasgow ( Royaume-Uni)
  -  Médaille de bronze sur 3 000 m marche
- Championnats d'Europe d'athlétisme en salle de 1992 à Gênes ( Italie)
  - 4e sur 3 000 m marche
- Championnats d'Europe d'athlétisme en salle de 1994 à Paris ( France)
  -  Médaille d'or sur 3 000 m marche